# Silke Boenigk
Silke Boenigk (* 1967 in Recklinghausen) ist eine deutsche Betriebswirtin und Professorin für Betriebswirtschaftslehre (BWL), insbesondere Management von Öffentlichen, Privaten & Nonprofit-Organisationen an der Fakultät Wirtschafts- und Sozialwissenschaften im Fachbereich Sozialökonomie der Universität Hamburg.

## Leben
Silke Boenigk, geb. Michalski, studierte Betriebswirtschaftslehre an der Westfälischen-Wilhelms-Universität Münster. 1997 erlangte sie den Abschluss Diplom-Kaufmann (Dipl.-Kfm.).
2002 promovierte Boenigk bei Manfred Bruhn an der Universität Basel in der Schweiz. Das Thema ihrer Dissertation lautete Kundenabwanderungs- und Kundenrückgewinnungsprozesse. Eine theoretische und empirische Untersuchung am Beispiel von Banken.
Von 2002 bis 2006 war Boenigk am Institut für Betriebs- und Regionalökonomie der Hochschule Luzern in der Schweiz tätig. Von April 2006 bis September 2008 fungierte sie als Oberassistentin an der Universität Fribourg in der Schweiz und bei Bernd Helmig an der Universität Mannheim. Im Sommer 2007 agierte Boenigk als Research Fellow am Center on Philanthropy der Indiana University-Purdue University Indianapolis in den Vereinigten Staaten von Amerika (USA).
Im Februar 2009 habilitierte sie an der Universität Fribourg in der Schweiz und erhielt die Lehrbefugnis für das Fach Betriebswirtschaftslehre.
Seit Oktober 2008 hat Silke Boenigk die Professur für Betriebswirtschaftslehre, insbesondere Management von Öffentlichen, Privaten & Nonprofit-Organisationen an der Universität Hamburg inne.
Von 2010 bis 2012 fungierte Silke Boenigk als Vorsitzende der Wissenschaftlichen Kommission Öffentliche Betriebswirtschaftslehre des VHB. Des Weiteren war sie bis 2018 Präsidiumsmitglied des Hamburger Spendenparlaments.

## Forschungsschwerpunkte
Ihre Forschungsschwerpunkte und -interessen richten sich auf Führungsfragen an der Schnittstelle zwischen Staat, Markt und Nonprofit-Organisationen. Silke Boenigk beforscht im Rahmen dessen die Besonderheiten bei der Unternehmensführung von spendensammelnden Organisationen, Verbänden, Vereinen, Stiftungen sowie Genossenschaften.
Branchenbezogen sind Themen im Gesundheits-, Kultur-, Stiftungs- und Hochschulmanagement vordergründig.
2010 schloss sie eine Forschungskooperation zum Thema Blutspenden mit der DRK Ost und Nord ab. In dieser Kooperation standen die Forschungsschwerpunkte Blutspenderzufriedenheit, Blutspendergewinnung, Blutspenderbindung und Blutspenderrückgewinnung im Fokus.

## Schriften (Auswahl)
- Kundenabwanderungs- und Kundenrückgewinnungsprozesse. Eine theoretische und empirische Untersuchung am Beispiel von Banken, Gabler Verlag, 1. Auflage, Wiesbaden 2002, ISBN 3-409-11902-7 (Zugleich: Universität Basel, Dissertation, 2001) (als Silke Michalski)
- Manfred Bruhn / Silke Boenigk: Marketing als Managementprozess : Grundlagen und Fallstudien, Versus Verlag, 3. Auflage, Zürich 2009, ISBN 978-3-03-909121-8 (als Silke Michalski)
- Bernd Helmig / Silke Boenigk: Nonprofit-Management, Vahlen Verlag, München 2012, ISBN 978-3-8006-3707-2